# Nathalie Gröbli
Nathalie Gröbli (1º dicembre 1996) è un'ex sciatrice alpina svizzera.

## Biografia
Specialista delle prove veloci originaria di Emmetten e attiva dal novembre del 2011, la Gröbli ha esordito in Coppa Europa il 17 dicembre 2013 a Sankt Moritz in discesa libera (49ª) e in Coppa del Mondo il 26 gennaio 2018 a Lenzerheide in combinata (25ª). Nella stagione 2018-2019 ha colto i suoi due podi di carriera in Coppa Europa, due terzi posti: il 6 dicembre a Kvitfjell in supergigante e il 29 gennaio a Les Diablerets in combinata. In Coppa del Mondo ha ottenuto il miglior piazzamento il 12 gennaio 2020 ad Altenmarkt-Zauchensee in combinata (8ª) e ha preso per l'ultima volta il via il 26 febbraio 2023 a Crans-Montana in discesa libera (43ª); si è ritirata al termine di quella stessa stagione 2022-2023 e la sua ultima gara in carriera è stata il supergigante dei Campionati svizzeri 2023, disputato il 30 marzo a Verbier e chiuso dalla Gröbli al 6º posto. Non ha preso parte a rassegne olimpiche o iridate.

## Palmarès

### Coppa del Mondo
- Miglior piazzamento in classifica generale: 76ª nel 2020

### Coppa Europa
- Miglior piazzamento in classifica generale: 7ª nel 2019
- 2 podi:
  - 2 terzi posti

### Campionati svizzeri
- 6 medaglie:
  - 1 oro (supergigante nel 2018)
  - 1 argento (supergigante nel 2015)
  - 4 bronzi (discesa libera nel 2017; discesa libera, supergigante, combinata nel 2019)